# 김덕주 (물리학자)
김덕주 (金徳洲 Duk Joo Kim) 교수 (1934 - 1997)는 한국적을 유지하며 일본에서 활동한  재일 한국인 물리학자이다. 김 교수는 일본에서 태어나 해방 후 귀국하여 잠시 제주에서 중학교를 다니다 다시 도일하였다. 1963년 일본 도쿄 대학교 (University of Tokyo)에서 물리학 박사학위 후  미국에서 6년 간의 연구원 생활을 하였고, 이후 1971년부터 1997년 별세할 때까지 도쿄에 있는 아오야마-가쿠인 (Aoyama Gakuin) 대학교 물리학과 교수로 재직하였다.

-생년월일: 1934년 4월 18일

-출생지: 일본 오사카

학력:

-일본 도쿄대학교 학사 (수학전공) (1956)

-일본 도쿄대학교 학사 (물리학 전공) (1958)

-일본 도쿄대학교 물리학 박사 (1963) (지도교수: R. Kubo -- 학위논문제목: "Localized state in dilute alloy").

경력:

-일본 도쿄대학교 박사후 연구원 (1963-1965)

-일본 도쿄대학교 강사 (Lecturer) (1965-1965)

-미국 매사추세츠공대(MIT) 국립자기연구소 연구원  (1965-1971)

-일본 아오야마-가쿠인 대학교 물리학과 교수 (1971-1997)

수상:

-아오야마-가쿠인대학교 학술포상 (1987)

기타:

- 한국인 최초의 고체물리이론 분야 물리학 박사학위 취득자로서[1]
  자성물리이론 분야에서 세계적 수준의 연구를 수행하며 국내 고체물리 이론 분야의 선구자적 역할을 하였다.[2][3]
- 자성물리이론 분야의 세계적 학자로서 금속 자성과 전자-포논 상호작용과의 관련성에 대한 독창적 이론을 개발하였다.[4]
- 고체물리 다체이론 분야의 첫 번째 한글판 연구총서 “금속전자계의 다체이론"[5]과 국내 물리학계 첫 번째 영문판 연구총서인 “New perspectives in magnetism of metals”[6]을 집필함으로써 많은 국내 후학들에 동기를 부여하여 초창기 국내 물성물리 및 자성물리이론 분야 인력 양성과 발전에 크게 기여하였다.
- 한국물리학회에서는 "김덕주신진과학자상"[7]을 제정하여 김교수의 업적을 기리고 있다.

1. ↑  https://webzine.kps.or.kr/?p=5_view&idx=16723#g1
2. ↑  민병일, 이금휘, 이재일, 정윤희, 물리학과 첨단기술 9(5), 39 (2000),
3. ↑  민병일, 물리학과 첨단기술 27(1/2), 44 (2018).
4. ↑  Duk Joo Kim, "The electron-phonon interaction and itinerant Magnetism", Physics Reports, 171(4), 129 (1988).
5. ↑  김덕주 “금속전자계의 다체이론", 대우학술총서 자연과학 33 (민음사, 1986).
6. ↑  Duk Joo Kim, “New perspectives in magnetism of metals” (Kluwer Academic/Plenum Publishers 1999).
7. ↑  https://sites.google.com/g.postech.edu/djkim-award?usp=sharing